# Elecciones municipales de Huancavelica de 1989
Las elecciones municipales de Huancavelica de 1989 se llevaron a cabo el 12 de noviembre de 1989 para elegir al alcalde y al Concejo Provincial de Huancavelica para el periodo 1990-1992. La elección se celebró simultáneamente con elecciones municipales en todo el país.
El contexto estuvo nuevamente marcado por el clima de violencia creado por las acciones terroristas de Sendero Luminoso así como una gran polarización política entre los partidos democráticos. Los asesinatos selectivos contra las autoridades estatales fueron parte de la estrategia de boicot senderista; en Palca, asesinaron a todos los candidatos a la alcaldía: Juan de la Cruz, Víctor Curasma, Máximo Rivera, Diómedes Flores y Raymundo Rojas.
Pese a que el día de la jornada electoral se caracterizó una caída de la participación y un aumento significativo de los votos en blanco y viciado, Izquierda Unida ganó las elecciones y recuperó el control del gobierno provincial, convirtiendo a Glicerio Ramírez Luna en alcalde de Huancavelica. Por otro lado, los comicios distritales fueron anulados en casi todas las circunscripciones, aunque a este nivel Izquierda Unida también fue la fuerza política con mayor apoyo.

## Sistema electoral
La Municipalidad Provincial de Huancavelica es el órgano administrativo y de gobierno de la provincia de Huancavelica. Está compuesta por el alcalde y el Concejo Provincial.
La votación del alcalde y el concejo se realiza en base al sufragio universal, que comprende a todos los ciudadanos nacionales mayores de dieciocho años, empadronados y residentes en la provincia de Huancavelica y en pleno goce de sus derechos políticos, así como a los ciudadanos no nacionales residentes y empadronados en la provincia de Huancavelica.
El Concejo Provincial de Huancavelica está compuesto por 19 regidores elegidos por sufragio directo para un período de tres (3) años, en forma conjunta con la elección del alcalde (quien lo preside) La votación es por lista cerrada y bloqueada. Se asigna a la lista ganadora los escaños según el método d'Hondt o la mitad más uno, lo que más le favorezca.

## Composición del Concejo Provincial de Huancavelica
La siguiente tabla muestra la composición del Concejo Provincial de Huancavelica antes de las elecciones.
| Partidos | Partidos                  | Regidores |
| -------- | ------------------------- | --------- |
|          | Partido Aprista Peruano   | 10        |
|          | Izquierda Unida           | 8         |
|          | Partido Popular Cristiano | 1         |

## Partidos y candidatos
A continuación se muestra una lista de los principales partidos y alianzas electorales que participaron en las elecciones:
| Candidatura | Candidatura | Partidos y alianzas | Candidatos | Candidatos                 | Ideología                                               | Resultado previo | Resultado previo | Ref. |
| Candidatura | Candidatura | Partidos y alianzas | Candidatos | Candidatos                 | Ideología                                               | Votos (%)        | Reg.             | Ref. |
| ----------- | ----------- | --- | ---------- | -------------------------- | ------------------------------------------------------- | ---------------- | ---------------- | ---- |
|             | APRA        | Lista - Partido Aprista Peruano (APRA) |            | Sin información disponible | Aprismo                                                 | 47.24%           | 10               |      |
|             | IU          | Lista - Izquierda Unida (IU) – Unión de Izquierda Revolucionaria (UNIR) – Partido Unificado Mariateguista (PUM) – Partido Comunista Peruano (PCP) – Frente Obrero Campesino Estudiantil y Popular (FOCEP) |            | Glicerio Ramírez Luna      | Marxismo-leninismo Mariateguismo Socialismo democrático | 38.87%           | 8                |      |
|             | FREDEMO     | Lista - Frente Democrático (FREDEMO) – Acción Popular (AP) – Partido Popular Cristiano (PPC) – Movimiento Libertad (Libertad)                                                                             |            | Sin información disponible | Conservadurismo social Humanismo Democracia cristiana   | 10.32%           | 1                |      |

## Resultados

### Sumario general
| |                                |              |              |              |           |           |
| Partidos y coaliciones                                                                                      | Partidos y coaliciones         | Voto popular | Voto popular | Voto popular | Regidores | Regidores |
| Partidos y coaliciones                                                                                      | Partidos y coaliciones         | Votos        | %            | ±pp          | Total     | +/−       |
| | Izquierda Unida (IU)           | 5,461        | 46.44        | +7.57        | 10        | +2        |
| | Frente Democrático (FREDEMO)1  | 5,269        | 44.81        | +34.49       | 8         | +7        |
| | Partido Aprista Peruano (APRA) | 1,028        | 8.74         | –38.50       | 1         | –9        |
| |                                |              |              |              |           |           |
| Total | Total                          | 11,758       |              |              | 19        | ±0        |
| |                                |              |              |              |           |           |
| Votos válidos                                                                                               | Votos válidos                  | 11,758       | 43.10        | –29.62       |           |           |
| Votos en blanco                                                                                             | Votos en blanco                | 4,796        | 17.58        | +9.77        |           |           |
| Votos nulos                                                                                                 | Votos nulos                    | 10,725       | 39.32        | +19.85       |           |           |
| Votos emitidos                                                                                              | Votos emitidos                 | 27,279       | 57.95        | –4.86        |           |           |
| Abstenciones                                                                                                | Abstenciones                   | 19,796       | 42.05        | +4.86        |           |           |
| Votantes registrados                                                                                        | Votantes registrados           | 47,075       |              |              |           |           |
| |                                |              |              |              |           |           |
| Fuente: |                                |              |              |              |           |           |
| Notas al pie: 1 Comparado con los resultados del Partido Popular Cristiano (PPC) en las elecciones de 1986. |                                |              |              |              |           |           |
| Notas al pie:                                                                                               |                                |              |              |              |           |           |
| 1 Comparado con los resultados del Partido Popular Cristiano (PPC) en las elecciones de 1986.               |                                |              |              |              |           |           |

### Concejo Provincial de Huancavelica
| Cargo                               | Autoridad electa             | Partido político | Partido político        |
| ----------------------------------- | ---------------------------- | ---------------- | ----------------------- |
| Alcalde Provincial de Huancavelica  | Glicerio Ramírez Luna        |                  | Izquierda Unida         |
| Regidor Provincial de Huancavelica  | Leoncio Tovar Terbullino     |                  | Izquierda Unida         |
| Regidor Provincial de Huancavelica  | Walter Ruiz Riveros          |                  | Izquierda Unida         |
| Regidora Provincial de Huancavelica | Ofelia Huarocc Giraldez      |                  | Izquierda Unida         |
| Regidor Provincial de Huancavelica  | Benjamín Arrieta de la Torre |                  | Izquierda Unida         |
| Regidor Provincial de Huancavelica  | Juan Charapaqui Miranda      |                  | Izquierda Unida         |
| Regidora Provincial de Huancavelica | Leonor Muñoz Buendía         |                  | Izquierda Unida         |
| Regidor Provincial de Huancavelica  | Alejandro Cabrera Fernández  |                  | Izquierda Unida         |
| Regidor Provincial de Huancavelica  | Francisco Hermoza Guerra     |                  | Izquierda Unida         |
| Regidor Provincial de Huancavelica  | César Breña Canales          |                  | Izquierda Unida         |
| Regidor Provincial de Huancavelica  | Francisco Escobar Cuadros    |                  | Izquierda Unida         |
| Regidor Provincial de Huancavelica  | Manuel Poma Lagones          |                  | Frente Democrático      |
| Regidor Provincial de Huancavelica  | Arcadio Contreras Choque     |                  | Frente Democrático      |
| Regidor Provincial de Huancavelica  | Félix Molina Vilcas          |                  | Frente Democrático      |
| Regidor Provincial de Huancavelica  | Estanislao Contreras Angulo  |                  | Frente Democrático      |
| Regidor Provincial de Huancavelica  | Anacleto Boza Segovia        |                  | Frente Democrático      |
| Regidor Provincial de Huancavelica  | Wilfredo Gutiérrez Bellido   |                  | Frente Democrático      |
| Regidor Provincial de Huancavelica  | Juan Durán Soto              |                  | Frente Democrático      |
| Regidora Provincial de Huancavelica | Edita Alarco Vergara         |                  | Frente Democrático      |
| Regidor Provincial de Huancavelica  | Javier Quezada Alarcón       |                  | Partido Aprista Peruano |

## Elecciones municipales distritales

### Sumario general
| Partidos y coaliciones                                                                                      | Partidos y coaliciones                 | Voto popular | Voto popular | Voto popular | Alcaldías | Alcaldías |
| Partidos y coaliciones                                                                                      | Partidos y coaliciones                 | Votos        | %            | ±pp          | Total     | +/−       |
| --- | -------------------------------------- | ------------ | ------------ | ------------ | --------- | --------- |
| | Izquierda Unida (IU)                   |              |              |              | 3         | –2        |
| | Frente Democrático (FREDEMO)1          |              |              |              | 0         | –3        |
| | Partido Aprista Peruano (APRA)         |              |              |              | 0         | –8        |
| | Elecciones municipales complementarias | —            | —            | —            | 12        | —         |
| | Sin información disponible             | —            | —            | —            | 2         | —         |
| |                                        |              |              |              |           |           |
| Total | Total                                  |              |              |              | 17        | ±0        |
| |                                        |              |              |              |           |           |
| Votos válidos                                                                                               |                                        |              |              |              |           |           |
| Votos en blanco                                                                                             |                                        |              |              |              |           |           |
| Votos nulos                                                                                                 |                                        |              |              |              |           |           |
| Votos emitidos                                                                                              |                                        |              |              |              |           |           |
| Abstenciones                                                                                                |                                        |              |              |              |           |           |
| Votantes registrados                                                                                        |                                        |              |              |              |           |           |
| |                                        |              |              |              |           |           |
| Fuente: |                                        |              |              |              |           |           |
| Notas al pie: 1 Comparado con los resultados del Partido Popular Cristiano (PPC) en las elecciones de 1986. |                                        |              |              |              |           |           |
| Notas al pie:                                                                                               |                                        |              |              |              |           |           |
| 1 Comparado con los resultados del Partido Popular Cristiano (PPC) en las elecciones de 1986.               |                                        |              |              |              |           |           |

### Resultados por distrito
La siguiente tabla enumera el control de los distritos de la provincia de Huancavelica. El cambio de mando de una organización política se resalta del color de ese partido.
| Distrito         | Alcalde(sa) titular           | Partido político           | Partido político           | Alcalde(sa) electo(a)                          | Partido político                               | Partido político                               |
| ---------------- | ----------------------------- | -------------------------- | -------------------------- | ---------------------------------------------- | ---------------------------------------------- | ---------------------------------------------- |
| Acobambilla      | Sin información disponible    | Sin información disponible | Sin información disponible | Elecciones anuladas                            | Elecciones anuladas                            | Elecciones anuladas                            |
| Acoria           | Luis Breña Turco              |                            | Partido Aprista Peruano    | Alejandro Fernández Coca                       |                                                | Izquierda Unida                                |
| Conayca          | Inocente Arge Arana           |                            | Izquierda Unida            | Elecciones municipales complementarias de 1991 | Elecciones municipales complementarias de 1991 | Elecciones municipales complementarias de 1991 |
| Cuenca           | Urbano Salcedo Salazar        |                            | Partido Aprista Peruano    | Elecciones municipales complementarias de 1991 | Elecciones municipales complementarias de 1991 | Elecciones municipales complementarias de 1991 |
| Huachocolpa      | Luis Flores Segovia           |                            | Izquierda Unida            | Elecciones municipales complementarias de 1991 | Elecciones municipales complementarias de 1991 | Elecciones municipales complementarias de 1991 |
| Huando           | Isidro Condori Ccanto         |                            | Partido Aprista Peruano    | Elecciones municipales complementarias de 1991 | Elecciones municipales complementarias de 1991 | Elecciones municipales complementarias de 1991 |
| Huayllahuara     | Francisco Chapcha Huamán      |                            | Partido Popular Cristiano  | Elecciones municipales complementarias de 1991 | Elecciones municipales complementarias de 1991 | Elecciones municipales complementarias de 1991 |
| Izcuchaca        | Elfidio Cárdenas Huamancaja   |                            | Partido Aprista Peruano    | Julio Huamán Rosas                             |                                                | Izquierda Unida                                |
| Laria            | Bonifacio Rojas Quispe        |                            | Izquierda Unida            | Elecciones municipales complementarias de 1991 | Elecciones municipales complementarias de 1991 | Elecciones municipales complementarias de 1991 |
| Manta            | Rosalino Soto Páucar          |                            | Partido Aprista Peruano    | Elecciones municipales complementarias de 1991 | Elecciones municipales complementarias de 1991 | Elecciones municipales complementarias de 1991 |
| Mariscal Cáceres | Sonia Muñoz Carrasco          |                            | Partido Aprista Peruano    | Alberto Escobar Lunazco                        |                                                | Izquierda Unida                                |
| Moya             | Ulises Arce Balvin            |                            | Izquierda Unida            | Elecciones municipales complementarias de 1991 | Elecciones municipales complementarias de 1991 | Elecciones municipales complementarias de 1991 |
| Nuevo Occoro     | Raúl Acuña Ambrosio           |                            | Partido Aprista Peruano    | Elecciones municipales complementarias de 1991 | Elecciones municipales complementarias de 1991 | Elecciones municipales complementarias de 1991 |
| Palca            | Francisco Poma Castellanos    |                            | Izquierda Unida            | Elecciones municipales complementarias de 1991 | Elecciones municipales complementarias de 1991 | Elecciones municipales complementarias de 1991 |
| Pilchaca         | Demetrio Curis Claros         |                            | Partido Popular Cristiano  | Elecciones municipales complementarias de 1991 | Elecciones municipales complementarias de 1991 | Elecciones municipales complementarias de 1991 |
| Vilca            | Clemente Durán Ramos          |                            | Partido Popular Cristiano  | Elecciones municipales complementarias de 1991 | Elecciones municipales complementarias de 1991 | Elecciones municipales complementarias de 1991 |
| Yauli            | Cipriano Salvatierra Laurente |                            | Partido Aprista Peruano    | Elecciones anuladas                            | Elecciones anuladas                            | Elecciones anuladas                            |